# Résurrection de Lazare (del Piombo)

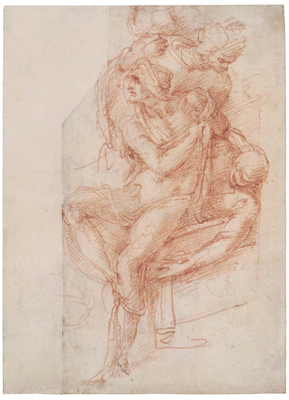
Dessin de Michel-Ange au British Museum (vers 1516)

Pour les articles homonymes, voir La Résurrection de Lazare.
La Résurrection de Lazare est une peinture à l'huile sur toile de 381 × 289 cm réalisée par Sebastiano del Piombo, datable de 1516-1519 et conservée à la National Gallery de Londres.

## Histoire
Fin 1516 ou début 1517, Jules de Médicis (futur Clément VII) commande deux retables pour la cathédrale du siège épiscopal de Narbonne, dont il est le titulaire depuis 1515, un à Sebastiano del Piombo, la Résurrection de Lazare, et un à Raphaël, la Transfiguration.
Dans le contexte du différend récurrent entre Raphaël et Michel-Ange, il est naturel pour Buonarroti d'aider son ami vénitien en lui offrant ses propres créations pour le retable, en particulier pour les figures du Sauveur et de Lazare (dont un dessin signé demeure au British Museum). Une lettre de Leonardo Sellaio à Michel-Ange datée du 19 janvier 1517 mentionne précisément la double commande, rappelant la déception de Raffaele Sanzio d'avoir encore à prendre part à ce genre de compétition.
Chacun des artistes retarde au maximum la réalisation de son tableau pour ne pas être le premier à le révéler. C'est finalement Sebastiano qui livre le premier son retable, qui est envoyé en France, tandis que celui de Raphaël reste inachevé à la mort de l'artiste en 1520, et est conservé par la suite à Rome.
Ce tableau est exposé en 1798-1799 à Londres lors de la célèbre vente de la collection d'Orléans à la suite de la Révolution Française. Elle est l'œuvre la plus remarquée de cette vente mais reste vivement critiquée par certains, notamment Johann Heinrich Füssli.
L'œuvre de Sebastiano del Piombo, en revanche, après sa sécularisation, passe dans diverses collections privées, avant d'être achetée par le musée londonien aux Angerstein en 1824.

## Description
Le sujet du retable est la Résurrection de Lazare, un miracle de Jésus raconté dans l'Évangile de Jean, 11. À la demande des sœurs Marthe et Marie, le Christ visite la tombe de leur frère Lazare, décédé quelques jours plus tôt, et le ressuscite. La scène, qui en elle-même se prête à une représentation dynamique, montre le Sauveur qui, légèrement surélevé sur une marche, d'un geste éloquent, désigne Lazare à moitié nu qui se réveille à la surprise générale, en enlevant les bandages qui l'enveloppent. Les groupes se pressent au premier plan très encombré, tandis que la scène s'élargit dans un paysage en arrière-plan, avec deux groupes de personnages placés de part et d'autre et une vue sur la ville avec des ruines et un pont qui rappelle Rome.
L'orchestration chromatique appartient certainement à Sebastiano, qui s'est désormais définitivement éloigné du tonalisme vénitien. Des nuances vives et contrastées ressortent, même si elles sont légèrement voilées par l'atmosphère, ce qui donne un ton émotionnel et mystérieux à la scène.

### Sources
- (it) Cet article est partiellement ou en totalité issu de l’article de Wikipédia en italien intitulé « Resurrezione di Lazzaro (Sebastiano del Piombo) » (voir la liste des auteurs).